# Florin Zalomir
Florin Gelu Zalomir (Iași, 21 aprile 1981 – Otopeni, 3 ottobre 2022) è stato uno schermidore rumeno, specialista della sciabola, vincitore di una medaglia d'oro e due di bronzo ai Campionati mondiali di scherma.
Si è suicidato nel 2022.

## Palmarès
In carriera ha conseguito i seguenti risultati:
- Giochi olimpici

 Sciabola a squadre: argento nella sciabola a squadre
- Mondiali

Nîmes 2001: bronzo nella sciabola a squadre.
Adalia 2009: oro nella sciabola a squadre.
Parigi 2010: bronzo nella sciabola a squadre.
- Europei

Smirne 2006: oro nella sciabola a squadre e bronzo individuale.
Plovdiv 2009: argento nella sciabola a squadre.
Legnano 2012: argento nella sciabola a squadre.